# Отравление свинцом
Отравле́ние свинцо́м, в хронической форме называемое сатурни́зм (от алхимического названия свинца, лат. saturnus), — наиболее распространённый вид отравлений тяжёлыми металлами. Обычно заболевание наблюдается у детей от года до пяти лет. Свинец, как правило, попадает в организм человека при вдыхании свинецсодержащей пыли, копоти и паров, вдыхании выхлопных газов двигателей, работающих на этилированном бензине (во всем мире тетраэтилсвинец запрещён к применению в качестве антидетонатора), что вызывает психотропное, нейротоксическое и гемолитическое действия. Попадая в организм, органические соединения металла превращаются в неорганические, что приводит к хронической интоксикации. Характеризуется отравление поражением всех отделов головного мозга.

## Общие сведения
При работе со свинцом его попадание в организм приводит к повышению концентрации этого вещества в крови. Поэтому уже в 1950-х предпринимались попытки разработать критерии, позволяющие с помощью биомониторинга распознать начало заболевания на его ранних стадиях. Одним из диагностических признаков отравления свинцом является так называемая «свинцовая кайма». Дальнейшее развитие науки позволило сформулировать требования, обязательные для выполнения работодателем, которые есть в стандарте США по охране труда при работе со свинцом. Концентрация свинца и протопорфирина цинка в крови строго контролируется, см. раздел Медицинское обследование.
Значительное загрязнение окружающей среды свинцом происходило в результате выхлопов автомобильных двигателей, так как соединения свинца (тетраэтилсвинец) добавлялись в топливо с целью повышения его октанового числа. В России этилированный бензин был запрещён с 15 ноября 2002 года. ПДК соединений свинца в атмосферном воздухе — 0,003 мг/м³, в воде — 0,03 мг/л, почве — 20,0 мг/кг. Сброс свинца в Мировой океан — 430—650 тысяч т/год.
Ряд исследователей утверждает о существовании связи между отравлениями свинцом и проявлениями агрессии и насилия, уровнем преступности.
Свинец подавляет ферментативную активность АЛК-дегидратазы (ALAD) начиная с концентраций в крови, которые когда-то считались безопасными (<10 мкг/дл, или 0,001 мг/л), и продолжает отрицательно влиять в диапазоне от 5 до 95 мкг/дл (это от 0,0005 мг/л до 0,0095 мг/л). Ингибирование ALAD свинцом приводит к анемии, прежде всего потому, что он одновременно подавляет биосинтез гема и сокращает продолжительность жизни циркулирующих красных кровяных телец, а также стимулируя избыточную выработку гормона эритропоэтина, приводящего к недостаточному созреванию эритроцитов из их предшественников.
Ототоксичен (может ухудшать слух).

## Профилактика
Важнейшим способом профилактики свинцовых отравлений является повсеместная замена свинца и его соединений на нетоксичные материалы. В тех случаях, когда это невозможно, необходимо строгое соблюдение гигиенических норм. Работающие со свинцом и его соединениями лица должны проходить предварительные и периодические медосмотры.
Для защиты от ингаляционного поступления свинца в организм на рабочих местах используют средства коллективной защиты — снижение запылённости воздуха, автоматизация технологических процессов и дистанционное управление, использование эффективной вентиляции и воздушных душей и др. Необходимы предварительный (для поступающих на работу) и периодический (для работающих) медосмотры.
Выполненный В. А. Капцовым и А. В. Чиркиным обзор научных публикаций по профессиональным заболеваниям работников разных отраслей в СССР за период период 1936—2016 и РФ показал, что применение респиратора «Лепесток» не эффективно в качестве способа предотвращения ингаляционного поступления в организм содержащих свинец соединений.

## Известные случаи отравления свинцом
- Причиной смерти Бетховена учёные считают отравление свинцом[16].
- Согласно исследованиям канадского антрополога Оуэна Битти 1981—1984 гг., значительная часть участников британской арктической экспедиции Джона Франклина 1845—1848 годов погибла от отравления свинцом из-за некачественно произведённой пайки банок, в которых хранились консервы.
- Зимой 1872—1873 годов на Шпицбергене умерло 17 вынужденно зимовавших там охотников на тюленей (так называемая «трагедия в Шведском доме»); исследования их останков, проведённые в 2008 году, показали, что с высокой вероятностью их погубило отравление свинцом, содержавшимся в консервных банках с пищей[17].
- В Древнем Риме свинцовый сахар широко использовался как подсластитель, что могло приводить к хроническим отравлениям[18].